# Sinistrisme
 (octobre 2024).
Le sinistrisme, mouvement sinistrogyre (du latin sinister, gauche) ou « marche à gauche » désigne le dépassement sur leur gauche des partis politiques de gauche par de nouveaux partis, plus radicaux, ce qui a pour conséquence de déplacer, vers la droite, ces anciens partis. Ainsi en France, le Parti radical est remplacé par la SFIO, les socialistes par le Parti communiste français, etc. Ces expressions et néologismes ont été inventés par Albert Thibaudet dans Les Idées politiques de la France (1932). 
Ce mouvement historique explique selon Thibaudet (qui le voit comme une nécessité historique), la tendance des partis de droite de l'époque, notamment en France (mais le phénomène existe aussi en Italie), à refuser l'appellation de droite, longtemps associée dans l'histoire française au royalisme, et à prétendre appartenir à la gauche.
Ainsi en France, à la fin du XIXe siècle, les anciens royalistes qui se sont ralliés à la République et qui ont participé aux élections à la Chambre des députés en 1893, choisissaient encore la dénomination de Droite républicaine mais cette appellation fut remplacée au tout début du XXe siècle par celle d’Action libérale, dénomination sous laquelle ils se présentèrent aux élections de 1902. En 1910, un groupe parlementaire ouvertement de droite fit son apparition et rassembla les derniers partisans du royalisme. Selon l'historien René Rémond, depuis 1924, le terme de « droite » a peu à peu disparu du vocabulaire des groupes parlementaires. En outre, l'Alliance républicaine démocratique (ARD), qui était la principale formation politique de centre-droit siégeant au Parlement sous la Troisième République, représentait au départ la gauche modérée et libérale. Peu à peu, avec la disparition de la droite traditionnelle (royalistes et bonapartistes) et la montée en puissance des socialistes, l'ARD devint le parti du centre droit. Les radicaux indépendants, qui siègent à la Chambre dans les rangs de la « gauche radicale », soutiennent le centre-droit, et sont proches de l'ARD.
Après la Seconde Guerre mondiale, le Rassemblement des gauches républicaines (RGR) regroupa, malgré ce que laisse entendre son nom, des députés conservateurs issus du Parti radical, de l'Union démocratique et socialiste de la Résistance et de mouvements centristes ou de droite tels que les Radicaux indépendants, orientés à droite, qui avaient quitté le Parti radical en 1928 à cause de l'alliance de celui-ci avec des partis de gauche (Cartel des gauches). Le RGR incluait également l'Alliance démocratique qui n'est autre que l'ARD de la Troisième République.
René Rémond remarqua que, lors de l'élection présidentielle française de 1974, un seul candidat se déclarait appartenir à la droite — Jean-Marie Le Pen —, et en 1981, aucun. Pascal Perrineau confirme que « jusque dans les années 1970, personne à peu près ne revendique la droite, d'abord parce que le général de Gaulle et les gaullistes refusaient ce clivage entre la gauche et la droite et que ceux qui appartenaient à la droite indépendante avaient mis un mouchoir sur leur appartenance à la droite ».
Au début des années 2010, Guillaume Bernard étudie et théorise ce qu'il nomme le « mouvement dextrogyre », en opposition au mouvement sinistrogyre.